# Leopold van Hohenzollern-Sigmaringen
Leopold Stefan Karel Anton Gustaaf Eduard Tassilo van Hohenzollern-Sigmaringen (Krauchenwies, 22 september 1835 — Berlijn, 8 juni 1905) was de oudste zoon van Karel Anton (laatste regerende vorst van Hohenzollern-Sigmaringen en broer van Carol I van Roemenië) en Josefine van Baden, dochter van groothertog Karel. In 1870 was hij kandidaat voor de Spaanse troon en als zodanig de directe aanleiding van de Frans-Duitse Oorlog.
Sinds de val van koningin Isabella II in 1868 zat er in Spanje geen monarch meer op de troon. Derhalve boden de regent Francisco Serrano en de regeringsleider Juan Prim Leopold in februari 1870 het koningschap aan. De Pruisische koning Wilhelm I - eveneens een Hohenzollern - verzette zich tegen de kandidatuur maar Leopold stemde op aandringen van Otto von Bismarck toe.
In Frankrijk wekte deze kandidatuur, toen die op 1 juli bekend werd, grote opschudding. Frankrijk had een eigen kandidaat voor ogen en keizer Napoleon III wenste niet aan twee zijden door Hohenzollerns omgeven te zijn. Na een verkapte oorlogsdreiging zag Leopold van zijn kandidatuur af. De eis dat Pruisen ook in de toekomst geen Hohenzollern op de Spaanse troon zou steunen beantwoordde Bismarck echter met het Emser Depesche, dat de aanleiding tot de Frans-Duitse Oorlog werd. Datzelfde jaar werd in Spanje Amadeus van Savoye tot koning gekozen.

## Huwelijk en nakomelingen
Leopold huwde op 12 september 1861 te Lissabon met de Portugese prinses Antonia Maria (17 februari 1845 - 27 december 1913), dochter van koningin Maria II. Het paar kreeg drie kinderen:
- Willem (7 maart 1864 - 22 oktober 1927)
- Ferdinand (24 augustus 1865 - 20 juli 1927), koning van Roemenië
- Karel Anton van Hohenzollern (1 september 1868 - 21 februari 1919), gehuwd met Josephine van België, dochter van prins Filips

Als Graaf van den Bergh schonk hij in 1897 ƒ 51.000 voor de bouw van de Pancratiuskerk in 's-Heerenberg.

## Voorouders

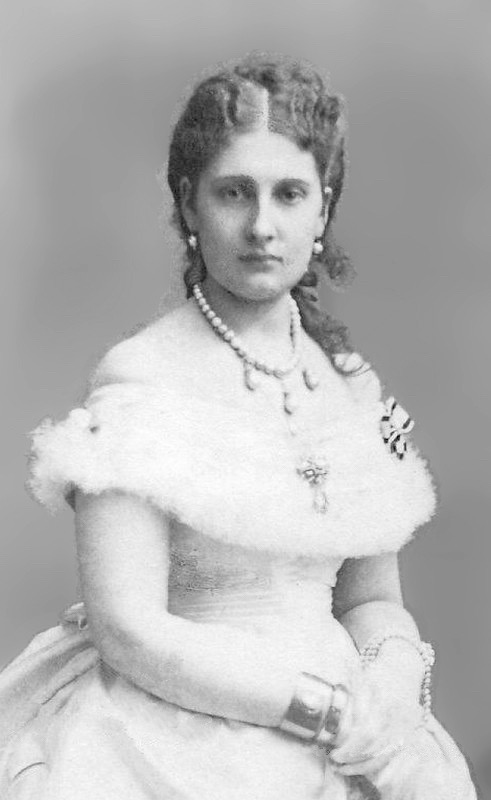
Zijn echtgenote Antonia Maria van Portugal, foto uit omstreeks 1870.

| Voorouders van Leopold van Hohenzollern-Sigmaringen | Voorouders van Leopold van Hohenzollern-Sigmaringen                                                  | Voorouders van Leopold van Hohenzollern-Sigmaringen                                                  | Voorouders van Leopold van Hohenzollern-Sigmaringen                                   | Voorouders van Leopold van Hohenzollern-Sigmaringen                                   | Voorouders van Leopold van Hohenzollern-Sigmaringen                                   | Voorouders van Leopold van Hohenzollern-Sigmaringen                                   | Voorouders van Leopold van Hohenzollern-Sigmaringen                                                    | Voorouders van Leopold van Hohenzollern-Sigmaringen                                                    |
| --------------------------------------------------- | --- | --- | ------------------------------------------------------------------------------------- | ------------------------------------------------------------------------------------- | ------------------------------------------------------------------------------------- | ------------------------------------------------------------------------------------- | --- | --- |
| Overgrootouders                                     | Anton Alois van Hohenzollern-Sigmaringen (1762-1831) ∞ Amalie Zephyrine van Salm-Kyrburg (1760-1841) | Anton Alois van Hohenzollern-Sigmaringen (1762-1831) ∞ Amalie Zephyrine van Salm-Kyrburg (1760-1841) | Pierre Murat (1748–1792) ∞ Louise d'Astorg (1762-1793)                                | Pierre Murat (1748–1792) ∞ Louise d'Astorg (1762-1793)                                | Karel Lodewijk van Baden (1755-1801) ∞ Amalia van Hessen-Darmstadt (1754-1832)        | Karel Lodewijk van Baden (1755-1801) ∞ Amalia van Hessen-Darmstadt (1754-1832)        | Francois Claude de Beauharnais, 2e graaf des Roches-Baritaud (1756-1819) ∞ Adrienne Lezay-Marnésia (-) | Francois Claude de Beauharnais, 2e graaf des Roches-Baritaud (1756-1819) ∞ Adrienne Lezay-Marnésia (-) |
| Grootouders                                         | Karel van Hohenzollern-Sigmaringen (1785-1853) ∞ Marie Antoinette Murat (1793-1847)                  | Karel van Hohenzollern-Sigmaringen (1785-1853) ∞ Marie Antoinette Murat (1793-1847)                  | Karel van Hohenzollern-Sigmaringen (1785-1853) ∞ Marie Antoinette Murat (1793-1847)   | Karel van Hohenzollern-Sigmaringen (1785-1853) ∞ Marie Antoinette Murat (1793-1847)   | Karel van Baden (1786-1818) ∞ Stéphanie de Beauharnais (1789-1860)                    | Karel van Baden (1786-1818) ∞ Stéphanie de Beauharnais (1789-1860)                    | Karel van Baden (1786-1818) ∞ Stéphanie de Beauharnais (1789-1860)                                     | Karel van Baden (1786-1818) ∞ Stéphanie de Beauharnais (1789-1860)                                     |
| Ouders                                              | Karel Anton van Hohenzollern-Sigmaringen (1811-1885) ∞ Josefine van Baden (1813-1900)                | Karel Anton van Hohenzollern-Sigmaringen (1811-1885) ∞ Josefine van Baden (1813-1900)                | Karel Anton van Hohenzollern-Sigmaringen (1811-1885) ∞ Josefine van Baden (1813-1900) | Karel Anton van Hohenzollern-Sigmaringen (1811-1885) ∞ Josefine van Baden (1813-1900) | Karel Anton van Hohenzollern-Sigmaringen (1811-1885) ∞ Josefine van Baden (1813-1900) | Karel Anton van Hohenzollern-Sigmaringen (1811-1885) ∞ Josefine van Baden (1813-1900) | Karel Anton van Hohenzollern-Sigmaringen (1811-1885) ∞ Josefine van Baden (1813-1900)                  | Karel Anton van Hohenzollern-Sigmaringen (1811-1885) ∞ Josefine van Baden (1813-1900)                  |
| Leopold van Hohenzollern-Sigmaringen (1835-1905)    | | |                                                                                       |                                                                                       |                                                                                       |                                                                                       | | |